# 天主教巴伦西亚总教区
天主教華倫西亞總教區（拉丁語：Archidioecesis Valentinus）是羅馬天主教在西班牙東部設立的一個總教區。

## 現況
主教座堂設於華倫西亞聖母升天聖殿都主教座堂。截至2011年，總教區在當地3,127,368人口中有教友2,962,702人（佔轄區總人口94.7%）、652個堂區、1,541名司鐸、8名執事、880名修士和3,810名修女。現任總主教為安多尼·卡尼薩雷斯·廖韋拉樞機，輔理主教為德範·埃斯庫德羅-托雷斯、阿爾圖羅·保祿·羅斯-穆爾加達斯、沙勿略·薩利納斯-比尼亞爾斯和雲先·胡安-塞古拉。

## 附屬教區
巴倫西亞教省下轄教區還包括有伊維薩教區、馬略卡教區、梅諾卡教區、奧里韋拉-阿利坎特教區及塞戈爾韋-卡斯特利翁教區。